# Wooroloo
Wooroloo – miasto w Australii, w stanie Australia Zachodnia.